# NGC 565
NGC 565 ist eine Spiralgalaxie vom Hubble-Typ Sa im Sternbild Walfisch südlich des Himmelsäquators. Sie ist schätzungsweise 205 Millionen Lichtjahre von der Milchstraße entfernt und hat einen Durchmesser von etwa 75.000 Lj.
Im selben Himmelsareal befinden sich u. a. die Galaxien NGC 547 NGC 570, IC 120, IC 1703.
Das Objekt wurde am 2. November 1867 von dem US-amerikanischen Astronomen George Mary Searle entdeckt.